# Andreu Palop i Cervera
Andreu Palop Cervera (22 d'octubre del 1973, L'Alcúdia, Ribera Alta, País Valencià) és un exfutbolista valencià que jugava com a porter. L'abril del 2014, després de 19 temporades com a professional va anunciar la seua retirada. La seua carrera es va desenvolupar sobretot al València CF, equip on s'havia format, i al Sevilla FC, tot i això, el seu últim equip va ser el Bayer Leverkusen. Posterirment fa d'entrenador de futbol.

## Trajectòria

### Inicis
El seu primer equip, amb vuit anys, va ser el de la seua ciutat natal, el CE L'Alcúdia. En aquest equip va anar progressant fins que amb dèsset anys, després de jugar el Torneig internacional de fútbol sub-20 de l'Alcúdia (COTIF) amb el seu equip, va rebre una trucada del València CF que l'invitava a realitzar unes proves amb l'entitat blanquinegra.

### València CF
D'aquesta manera, amb dèsset anys començava la seua formació en la pedrera del València CF. Després del seu pas per l'equip juvenil che va anar cedit al CD Oliva de la tercera divisió regional, on hi va jugar una sola temporada. Després va ser traspassat al Gimnàstic de València, equip on juga en divisions amateurs del futbol valencià. Dos temporades després, però, tornaria a l'equip del Túria. Al València jugaria a l'equip filial abans de passar a formar part del primer equip com a tercer porter.

#### cessió al Vila-real CF
La temporada 1997/98 va ser cedit al Vila-real CF, que en aquells dies jugava en la Segona Divisió espanyola. Amb el submarí groguet va fer història, en assolir aquella temporada l'ascens a Primera divisió, per primera vegada en la seua història. En la màxima categoria, Palop, va seguir defensant la porteria del Vila-real amb notables actuacions. A la fi de la temporada i consumat el descens groguet, el València CF va decidir repescar-lo.

#### retorn al València CF
En València va romandre sis temporades en les quals el club va abastir múltiples èxits (dos lligues, una Copa de la UEFA, una Supercopa d'Europa i dos subcampionats de la Lliga de Campions de la UEFA). No obstant això, Palop sempre va estar a l'ombra de Santiago Cañizares, i en sis anys només va ser alineat en 43 partits de lliga.

### Sevilla CF
L'estiu de 2005 va abandonar València per a incorpora-se al Sevilla FC, on prompte es va convertir en un dels pilars de l'equip. En la seua primera temporada va conquistar la Copa de la UEFA, el primer trofeu europeu en la història del club. El títol es va reeditar la següent temporada on Palop va tenir un paper destacat. El 15 de març de 2007, Palop es va convertir en l'heroi de la jornada per al seu equip, ja que aquest perdia 2-1 amb el Xakhtar Donetsk ucraïnès en els vuitens de final de la Copa de la UEFA 2006-2007 i en temps de descompte va fer el gol de l'empat rematant de cap, un servei de córner. A la pròrroga el Sevilla FC aconseguí un altre gol que li donà la victòria.
En la final, jugada el 16 de maig de 2007 contra l'Espanyol de Barcelona, Palop es va convertir, una vegada més, en l'heroi del seu equip al parar tres llançaments durant la tanda de penals, en la qual el Sevilla FC es va imposar 3 penals a 1 després de concloure el temps reglamentari amb el resultat d'1-1 i la pròrroga amb 2-2.
La temporada 2006/07 també va conquistar la Supercopa d'Europa i la Copa del Rei, a més d'acabar la lliga en tercera posició, després de lluitar durant tota la temporada pel títol.

### Bayer Leverkusen
L'estiu del 2013 va fitxar pel Bayer Leverkusen.

## Selecció espanyola
El 20 d'agost de 2007 va ser convocat per primera vegada per la selecció de futbol d'Espanya com recanvi d'urgència del lesionat Iker Casillas, de cara a un partit amistós contra Grècia, encara que no va arribar a debutar. Va participar en l'obtenció de l'Eurocopa 2008.

## Compromís social
Andreu Palop va protagonitzar en 2008 junt a Núria Roca i Hèctor Faubel la campanya d'Escola Valenciana per la matriculació dels xiquets a les escoles en valencià.

## Palmarès

### Estatals
| Títol               | Club        | País          | Any     |
| ------------------- | ----------- | ------------- | ------- |
| Lliga espanyola     | València CF | País Valencià | 2002    |
| Lliga espanyola     | València CF | País Valencià | 2004    |
| Copa del Rei        | Sevilla FC  | Espanya       | 2006-07 |
| Supercopa d'Espanya | Sevilla FC  | Espanya       | 2007    |
| Copa del Rei        | Sevilla FC  | Espanya       | 2009-10 |

### Internacionals
| Títol                        | Equip (*)          | País          | Any  |
| ---------------------------- | ------------------ | ------------- | ---- |
| Copa de la UEFA              | València CF        | País Valencià | 2004 |
| Supercopa d'Europa           | València CF        | País Valencià | 2004 |
| Copa de la UEFA              | Sevilla FC         | Espanya       | 2006 |
| Supercopa d'Europa           | Sevilla FC         | Espanya       | 2006 |
| Copa de la UEFA              | Sevilla FC         | Espanya       | 2007 |
| Campionat d'Europa de futbol | Selecció espanyola | Espanya       | 2008 |

(*) Incloent la selecció